# Alan Desmond Lee
Alan Desmond Lee (Galway, 21 agosto 1978) è un ex calciatore irlandese, di ruolo attaccante.

## Carriera

### Club
Ha sempre militato in club inglesi o gallesi, fin dal suo debutto con l'Aston Villa.

### Nazionale
Dal 2003 è stato spesso convocato dalla Nazionale irlandese.